# L'Homme (Descartes)
Pour les articles homonymes, voir L'Homme et Homme (homonymie).
L'Homme est un traité inachevé de René Descartes rédigé dans les années 1630 et publié de manière posthume, d'abord en 1662 en latin, puis en 1664 en français par Claude Clerselier. L'édition de 1664 est accompagnée d'un court texte, La description du corps humain et de toutes ses fonctions, connu sous le titre de Traité de la formation du fœtus, des remarques de Louis La Forge et de la préface traduite de l'édition latine de Florent Schuyl.

## Contexte et édition de l'œuvre
René Descartes commence à écrire le traité dans les années 1630 et renonce à le publier lorsqu'il apprend la condamnation de Galilée.
Une première version du texte paraît en latin en 1662, éditée et préfacée par Florent Schuyl, qui en propose une autre édition en 1664 dans la même langue à partir d'un autre manuscrit. La première édition en langue française est publiée la même année, éditée par Claude Clerselier. Elle comprend des figures composées par Descartes, Louis de la Forge et Gérard van Gutschoven, ainsi qu'une division en 106 articles numérotés réalisée par Claude Clerselier. Il y est joint un traité retrouvé dans l'inventaire de Descartes sous le nom de Description du corps humain et désigné comme le Traité du fœtus par Clerselier, ainsi que la préface de Schuyl de l'édition latine de 1662 et un long commentaire de Louis de la Forge.

## Résumé

### Traité de l'homme

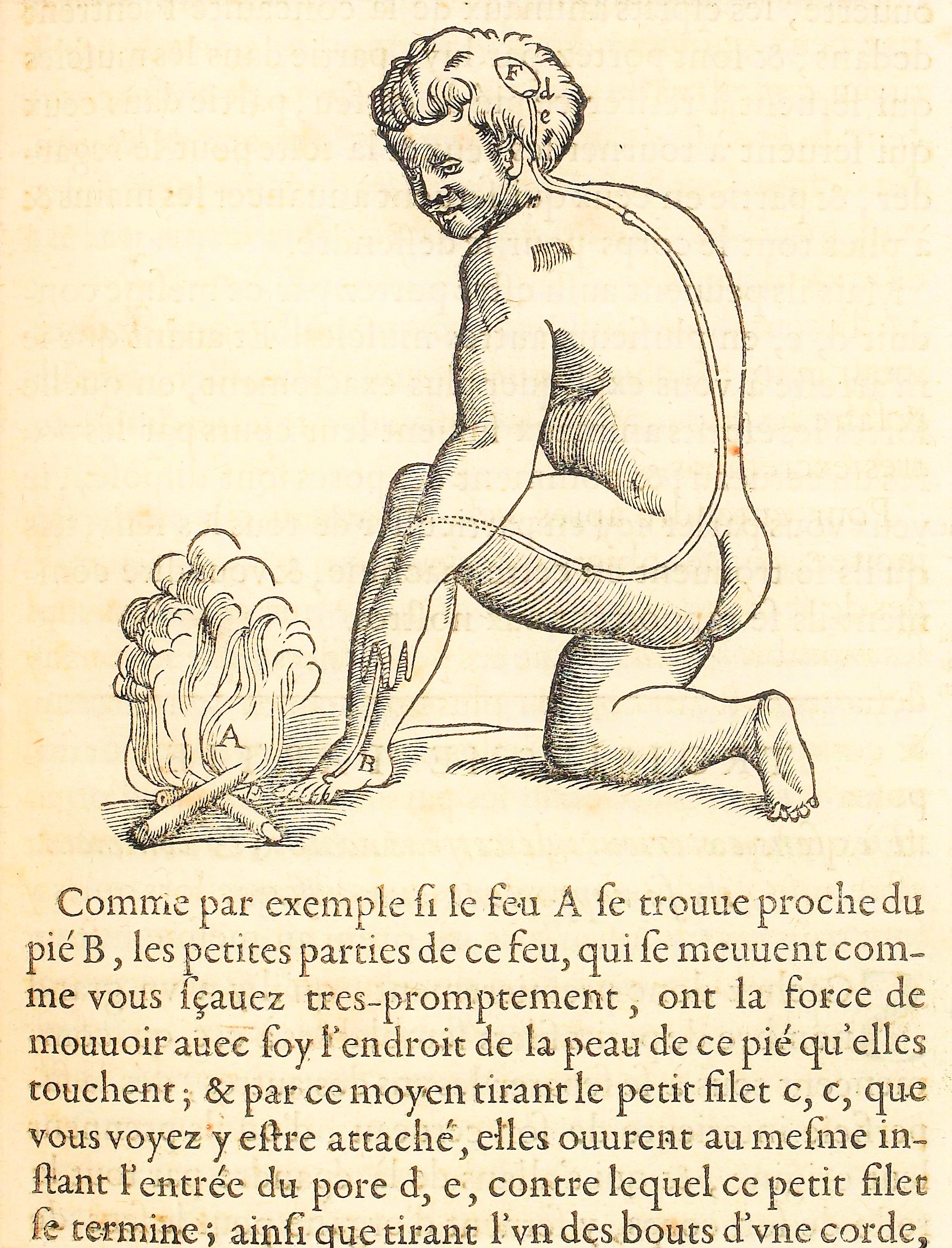
D'après Descartes, les objets extérieurs comme le feu stimulent les esprits animaux par l'intermédiaire des filets.

L'ouverture du traité en montre le caractère inachevé : il annonce la description du corps, puis celle de l'âme et enfin de l'articulation entre les deux ; seule la première se présente aux yeux du lecteur. Il adopte une forme fictionnelle, décrivant un être semblable à l'homme indépendamment de toute considération sur sa formation et l'adjonction d'une âme rationnelle, donc pareil à une machine.
La première partie porte sur les principales fonctions de cette machine corporelle : la digestion, la nutrition, la respiration, la circulation du sang et la formation des esprits animaux. Descartes affirme que les viandes sont digérées par des liqueurs et qu'une partie d'entre elles se convertit en sang dans le foie. Le sang, qui circule perpétuellement, poussé hors des artères par le cœur, nourrit les différentes parties du corps. Les parties les plus subtiles du sang se dirigent vers le cerveau tandis que les autres descendent par les vaisseaux destinés à la génération. Le sang cérébral produit dans la glande pinéale une « flamme très vive et très pure » nommée les esprits animaux.
La deuxième partie explique le mouvement. Descartes utilise alors la métaphore d'une fontaine. Les esprits animaux, semblables à l'eau, circulent à travers les nerfs, pareils à des tuyaux, actionnant les muscles et les tendons, comparés à divers ressorts et engins. Des canaux permettent aux esprits de passer d'un muscle à un muscle opposé, et de les tendre ou les relâcher par l'intermédiaire des valvules. La respiration, l'ingestion et les déjections correspondent ainsi à l'action alternée de muscles contraires.
La troisième partie est consacrée aux sens extérieurs que sont le toucher, la vue, l'odorat, le goût et l'ouïe. La douleur provient d'un tiraillement de nerfs en train de se rompre et le sentiment de la rudesse d'une l'irrégularité de leur sollicitation. L'excitation des nerfs de la langue donne le goût, qui indique à son tour si une nourriture convient au corps. L'odorat dépend de filets nerveux qui s'étendent de la base du cerveau vers le nez tandis que les nerfs auditifs sont mus par l'air conduit dans les oreilles. Descartes livre de plus amples développements sur la vue, décrivant en revue la structure de l'œil, la fonction de trois humeurs oculaires, ainsi que le mécanisme de la vision.

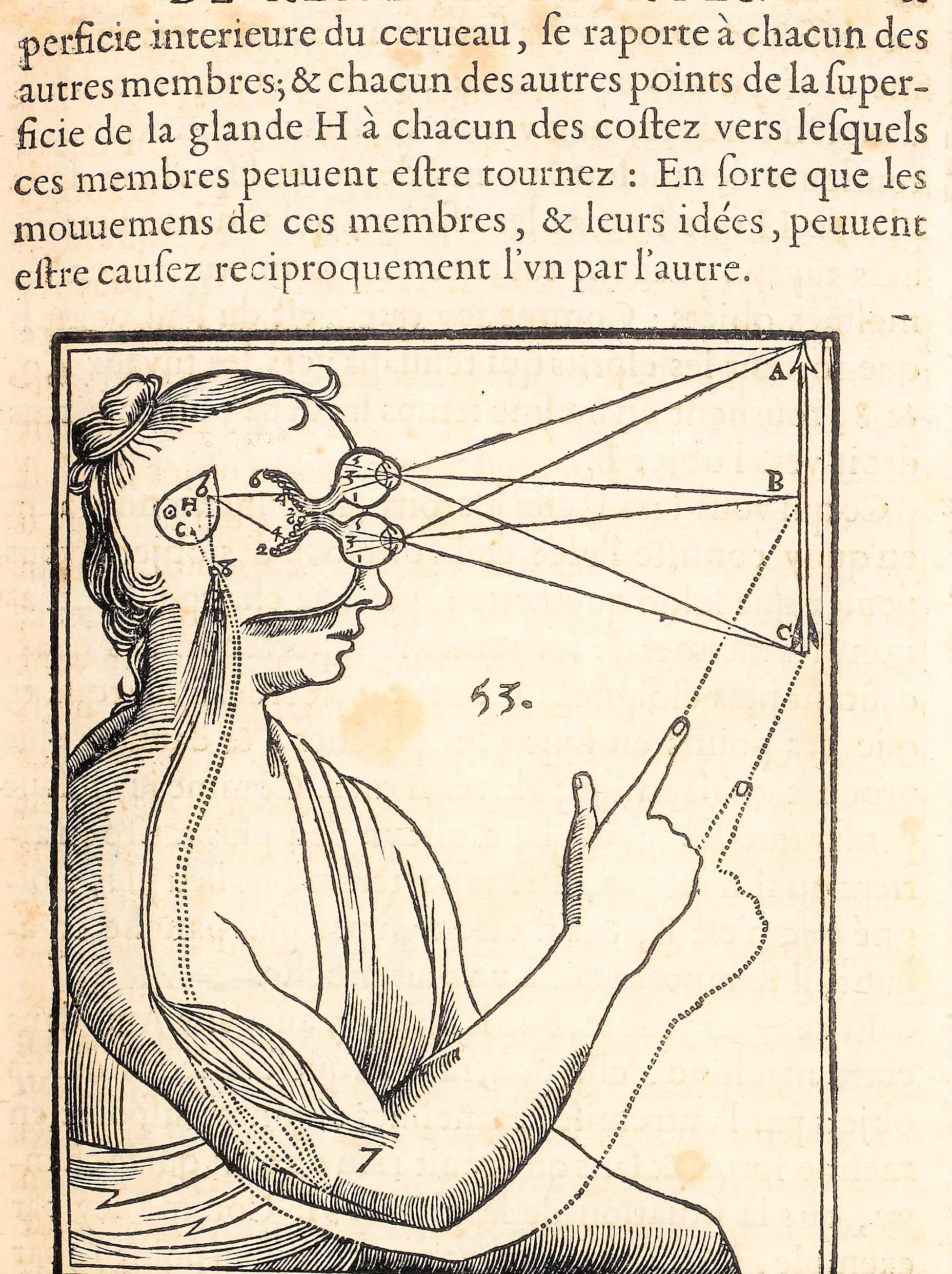
Les mouvements des membres et leurs idées peuvent être causés l'un par l'autre après le passage dans la glande H.

La quatrième se focalise sur les sens intérieurs que sont la faim, la soif, la joie et la tristesse, ainsi que le rôle des organes dans la formation des esprits animaux. L'appétit découle de l'action des liqueurs sur l'estomac vide, de même que l'air ou la fumée qui remplace le manque de liqueur dans le gosier suscite l'idée de la soif. Comparant les fonctions de cette machine corporelle à un orgue, Descartes affirme qu'elles dépendent « des esprits qui viennent du coeur, des pores du cerveau par où il passe et de la façon que ces esprits se distribuent dans les pores ». Les inclinations naturelles s'expliquent par la diversité des esprits, elle-même corrélée à l'alimentation, à l'air et aux organes.
La cinquième porte sur la structure cérébrale et la formation de différentes facultés. Le cerveau est un tissu composé de concavités et de filets formant une maille serrée, convergeant vers la glande. L'éternuement et le vertige sont respectivement considérés comme des encombrements d'esprits animaux vers les parties nasales ou la surface intérieure. Les idées du sens commun proviennent de la présence réelle des objets et de leur impression sur les esprits animaux en sortant de la glande H, tandis que les autres procèdent de l'imagination. La mémoire résulte des traces plus ou moins durables et réitérées laissées par ces impressions. La convergence des esprits par cette glande explique aussi bien l'origine du mouvement que la formation d'une idée, qui elle-même peut résulter de la combinaison de plusieurs d'entre elles. Descartes développe l'influence des yeux sur l'action de la glande et la composition du mouvement. Le songe vient de l'inégale force des esprits pendant le sommeil tandis que l'éveil ou l'endormissement s'originent principalement dans la régénération ou l'épuisement de la substance du cerveau.

### Description du corps humain
Dans ce court traité, Descartes explique l'origine mécanique de la digestion et circulation du sang, du mouvement, ainsi que des sens extérieurs et intérieurs. Dans la première partie, il souligne l'importance de connaître les fonctions corporelles en médecine avant de réfuter l'attribution de celles-ci à l'âme. Il se livre ensuite à une description des parties du cœur et de son rôle dans la circulation sanguine, détaillant la structure des veines et des artères. Le rôle du poumon consiste à épaissir et à tempérer le sang par le biais de l'air respiré, ainsi qu'à produire la voix. Descartes loue William Harvey pour sa description du circuit sanguin mais le contredit sur l'idée que les concavités s'élargissent lors de l'élargissement du cœur. Il avance que c'est principalement le sang artériel, plus subtil après la dilatation du cœur, qui nourrit le corps. Les fluides, composés de sang, d'humeurs ou d'esprits animaux, expliquent la croissance du corps humain, le changement de morphologie, ainsi que la vieillesse. Descartes analyse ensuite la formation du cœur et du sang, celle du poumon, du cerveau et des sens, la disposition des nerfs par rapport à la tête et à l'épine dorsale ou encore l'« entonnoir » du cerveau et les veines spermatiques.. Les matières solides d'un animal dans la matrice se forment ainsi, selon le philosophe, par l'intermédiaire de particules du sang. Il soutient que la connaissance des parties de la semence d'un animal permettrait de déduire mathématiquement la conformation de chacun de ses membres. Il aborde ensuite la formation du cœur, des valvules, ainsi que de la nature de la chaleur cardiaque. Le manuscrit se termine sur la formation du péricarde, de la peau et des membranes.

### Éditions anciennes
- Renatus Des Cartes, De Homine figuris, et latinitate donatus a Florentio SCHUYL, Inclytae Urbis Sylvae-Ducis Senatore & ibidem Philosophiae Professore, Lyon, 1662
- L'Homme de René Descartes et un traité de la formation du fœtus du même auteur, avec les remarques de Louis de la Forge, docteur en Médecine, demeurant à la Flèche, Sur le Traité de L'Homme de René Descartes, & sur les Figures par lui inventées, Paris, Charles Angot, 1664. Lire en ligne sur Gallica.

### Éditions contemporaines
- René Descartes, Le Monde, L’Homme, introduction de Annie Bitbol-Hespériès, annotation par Annie Bitbol-Hespériès, et par Jean-Pierre Verdet pour les notes d’astronomie du Monde, Paris, Le Seuil, collection Sources du savoir, 1996.  (ISBN 978-2-02-020848-2). Cette édition en un seul volume est conforme au projet de Descartes, puisque L’Homme est le chapitre XVIII du Monde, chapitre très étendu. L’orthographe et la ponctuation sont modernisées, et l’annotation replace cet écrit dans le contexte de l’essor des sciences astronomique et médicale du premier tiers du dix-septième siècle. Le texte de L’Homme est précédé de planches anatomiques extraites du Theatrum anatomicum de Caspar Bauhin (Gaspard Bauhin) (édition de 1621, conservée à la réserve de la Bibliothèque Interuniversitaire de Médecine de Paris, maintenant Bibliothèque Interuniversitaire de Santé, BIUS), avec traduction et commentaire des légendes.
- René Descartes (présentation, notes, chronologie et bibliographie par Delphine Antoine-Mahut), L'Homme, Paris, Flammarion, coll. « GF » (no 1600), 2018, 545 p. (ISBN 978-2-08-120643-4, BNF 45574934).
- René Descartes (texte revu par Thierry Gontier), L'homme de René Descartes : avec les remarques de Louis de La Forge (1664), Paris, Fayard, coll. « Corpus des œuvres de philosophie en langue française », 1999, 430 p. (ISBN 2-213-60477-0, BNF 37097596).
- René Descartes, Œuvres complètes, II-2, L’Homme, sous la direction du regretté Jean-Marie Beyssade et de Denis Kambouchner, Paris, Tel Gallimard, novembre 2023.  (ISBN 978-2-07-303610-0). Ce volume, avec orthographe modernisée, introductions et annotations par Annie Bitbol-Hespériès, contient : L’Homme, La Description du corps humain, et la traduction intégrale des fragments latins sur les questions embryologiques : Les premières pensées sur la génération des animaux (Primae cogitationes circa generationem animalium), et sur les dissections de Descartes et autres observations : Extraits anatomiques (Excerpta anatomica). Un cahier iconographique présente quelques illustrations remarquables de la traduction latine de L’Homme, publiée en 1662 à Leyde, chez deux éditeurs P. Leffen et F. Moyard. Illustrations gracieusement fournies par la Bibliothèque Interuniversitaire de Santé (BIUS, pôle médecine, réserve) et la Bibliothèque de l’Académie nationale de Médecine.

### Études
- Delphine Kolesnik-Antoine, L'homme cartésien : la force qu'a l'âme de mouvoir le corps, Rennes, Presses universitaires de Rennes, coll. « Philosophica », 2009, 308 p. (ISBN 978-2-7535-0843-9, BNF 42013169, présentation en ligne).
- (en) Delphine Antoine-Mahut et Stephen Gaukroger (dir.), Descartes' Treatise on Man and its Reception, Dordrecht, Springer, 2016, 304 p. (ISBN 978-3-319-46987-4, présentation en ligne).
- (en) Claus Zittel, « Conflicting Pictures Illustrating Descartes' Traité de l'homme », dans Sven Dupré & Christoph Herbert Lüthy (dir.), Silent Messengers: The Circulation of Material Objects of Knowledge in the Early Modern Low Countries, Münster, LIT Verlag, 2011 (ISBN 978-3-8258-1635-3, présentation en ligne), p. 217-260.